# قرقشونة

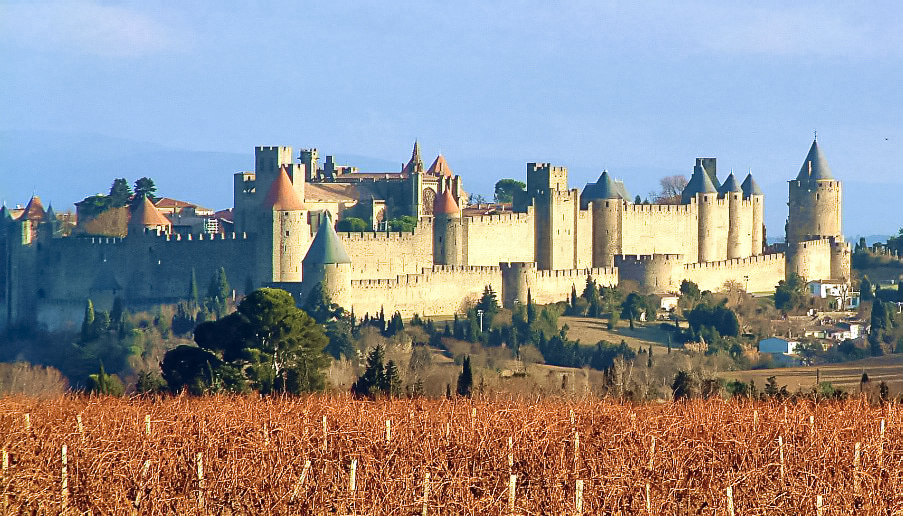
إحدى قلاع مدينة قرقشونة

قَرْقَشُونَةُ أو قرقسونة (بالفرنسية: Carcassonne)‏ مدينة فرنسية تاريخية تقع على نهر الأود، تتميز بحصنها القديم الذي يعود إلى ما قبل العصور الوسطى وتنقسم المدينة إلى قسمين:
1. الجزء التاريخي: وهو الذي يقع داخل الحصن الذي كان يمثل أحد أقوى وسائل الحماية للمدينة ويقع على منطقة مرتفعة من الأرض.
2. الجزء الآخر: هو الامتداد الأحدث نسبياً، ويقع خارج السور على السهل الأكثر انخفاضاً، يزور المدينة سنويا حوالي 3 ملايين سائح.

## التاريخ
فتح المسلمون مدينة قرقشونة بقيادة عنبسة بن سحيم الكلبي سنة 713 م، وظلت في أيديهم حتى سنة 759 م، وكانت تعرف عندهم باسم «قرقشونة».

## توأمة
لقرقشونة اتفاقيات توأمة مع كل من:
- إغنفلدن
- بياسة
- تالين

## أعلام
- باول لاكومب
- أرنو بلترام
- موريس بول ساراي
- ألبرت فير
- أوليفيا رويز
- بول ساباتييه
- بويغ أوبيرت

## مواضيع ذات صلة
- بوغاراش

## روابط خارجية
- قرقشونة ، ترميم أو إعادة تصميم الماضي ؟